# Tununguá

Localização de Tunungua no departamento de Boyacá.

Tunungua é um município no departamento de Boyacá, na Colômbia.